# 国大セミナー
株式会社国大セミナー（こくだいセミナー）は、埼玉県さいたま市浦和区に本社を置く学習塾を経営する企業。小中高校生を対象とする国大セミナーを展開する。

## 概要
埼玉県を中心に東京都、神奈川県、千葉県、栃木県、茨城県、愛知県、大阪府に小中高生を対象とする学習塾「国大セミナー」を107校運営するほか、英会話教室やサッカースクールも運営している。学習塾では少人数制の授業を特色としている。

## 沿革
- 1985年 - 創業[1]。
- 1988年 - 会社設立。
- 2008年（平成20年）10月1日 - 子役養成機関である芸能事務所NEWSエンターテインメントを創設し、グループ会社となる。

## 校舎
- 公式サイトを参照。

## グループ会社
- 株式会社 NEWSエンターテインメント
- 株式会社 NEWS
- 株式会社 そらまめキッズツアー